# Belden (Califòrnia)
Belden és una concentració de població designada pel cens dels Estats Units a l'estat de Califòrnia. Segons el cens del 2009 tenia 25 habitants.

## Demografia
Segons el cens del 2000, Belden tenia 26 habitants, 13 habitatges, i 5 famílies. La densitat de població era de 15,7 habitants per km².
Per edats la població es repartia de la següent manera: un 19,2% tenia menys de 18 anys, un 3,8% entre 18 i 24, un 50% entre 25 i 44, un 15,4% de 45 a 60 i un 11,5% 65 anys o més.
L'edat mediana era de 39 anys. Per cada 100 dones de 18 o més anys hi havia 110 homes.
```
Cap de les famílies estaven per davall del 
llindar de pobresa
.
```

## Poblacions més properes
El següent diagrama mostra les poblacions més properes.